# Spanair
Spanair var et spansk flyselskab med hovedsæde i Palma de Mallorca. 
Selskabet blev etableret i 1986 som et joint venture mellem SAS og Viajes Marsans. Spanair blev medlem af Star Alliance i 2003. Spanair indgav konkursbegæring natten til lørdag d. 28 januar 2012. Ved Spanairs konkurs d. 27. januar 2012 var 10,9% af selskabets aktier ejet af SAS. 
Selskabets primære hubs var Madrid-Barajas-lufthavnen og Barcelona Lufthavn.